# Tsuki-yomi
Tsuki-yomi (月読の命 Tsukuyomi-no-mikoto) er i den japanske religion Shinto Månens gud. Han er søn af Izanagi og bror til Amaterasu og Susa-no-o. Hans søster Amaterasu er Solens gudinde, og det siges, at Tsuki-yomi engang slog fødens gudinde Ogetsu-no-hime ihjel, hvilket hans søster ikke brød sig om. Derfor ses solen og månen sjældent sammen.